# 迥水亭
迥水亭，位于中国广东省湛江市廉江市良垌镇东桥村，为湛江市廉江市的一个市级文物保护单位，类型为古建筑，公布时间为2003年12月29日。
迥水亭的历史年代为清代。